# Sciapus ukrainensis
Sciapus ukrainensis is een vliegensoort uit de familie van de slankpootvliegen (Dolichopodidae). De wetenschappelijke naam van de soort is voor het eerst geldig gepubliceerd in 2003 door Pollet.